# 麥加里 (印第安納州)
麥加里（英語：McGary）是位於美國印地安納州吉布森縣的一個非建制地區。

## 歷史
麥加里的郵局於1882年設立，其後於1901年停運。

## 地理
麥加里所處的海拔為高於海平面443米（即135英呎），而該地所採用的時區為UTC-5，即北美东部时区（EST）。同時該地設有夏令時間，為UTC-5調快一小時，即UTC-4（EDT）。